# Koh-Lanta: Nicoya
Koh-Lanta: Nicoya fue un reality show francés, esta es la 2.da temporada del reality show francés Koh-Lanta, transmitido por TF1 y producido por Adventure Line Productions. Fue conducido por Denis Brogniart y se estrenó el 28 de junio de 2002 y finalizó el 13 de septiembre de 2002. Esta temporada fue grabado en Costa Rica, específicamente en la Península de Nicoya y contó con 16 participantes. Amel Fatnassi es quien ganó esta temporada y así obtuvo como premio € 100.000. Esta es la primera vez que una temporada de Koh-Lanta es ganada por una mujer.
Esta temporada contó con 16 participantes divididos en 2 tribus; la primera es la tribu Tambor representada por el color rojo y la segunda es Ventanas representada por el color amarillo. Esta temporada duró 40 días.

## Equipo del Programa
- Presentadores: Denis Brogniart lidera las competencias por equipos y los consejos de eliminación.

## Participantes
| Participante                                     | Edad | Tribu Original | Tribu Mezclada              | Tribu Fusionada             | Resultado Final              |
| ------------------------------------------------ | ---- | -------------- | --------------------------- | --------------------------- | ---------------------------- |
| Amel Fatnassi Asistente social.                  | 28   | Tambor         | Tambor                      | Unificada                   | Ganadora de Koh-Lanta        |
| Nicolas Roy Comerciante de agro-alimentos.       | 28   | Ventanas       | Ventanas                    | Unificada                   | 2.° lugar de Koh-Lanta       |
| Bernard Lenoir Esteticista.                      | 47   | Ventanas       | Tambor                      | Unificada                   | 14.to Eliminado de Koh-Lanta |
| Marianne Mondon Gendarme.                        | 34   | Ventanas       | Ventanas                    | Unificada                   | 13.ra Eliminada de Koh-Lanta |
| Maud Garnier Modelo.                             | 25   | Tambor         | Tambor                      | Unificada                   | 12.da Eliminada de Koh-Lanta |
| Isabelle Vial Farmacéutica.                      | 36   | Ventanas       | Ventanas                    | Unificada                   | 11.ra Eliminada de Koh-Lanta |
| François-Xavier Arguillère Joyero.               | 24   | Ventanas       | Ventanas                    | Unificada                   | 10.mo Eliminado de Koh-Lanta |
| Béatrice Cloix Penisson Gerente de seguros.      | 35   | Tambor         | Tambor                      | Unificada                   | 9.na Eliminada de Koh-Lanta  |
| Jimmy Denis Showman.                             | 22   | Tambor         | Tambor                      | Unificada                   | 8.vo Eliminado de Koh-Lanta  |
| Adonis Koupaki Director de centro de vacaciones. | 33   | Ventanas       | Ventanas                    |                             | 7.mo Eliminado de Koh-Lanta  |
| Jacky Moreau Mayordomo.                          | 29   | Tambor         | Ventanas                    | 6.to Eliminado de Koh-Lanta |                              |
| Pierre Cambon Gerente de negocios.               | 51   | Tambor         | Tambor                      | 5.to Eliminado de Koh-Lanta |                              |
| Nelly Baradeau Barmaid.                          | 24   | Tambor         |                             | 4.ta Eliminada de Koh-Lanta |                              |
| Céline Fortier Empresaria.                       | 22   | Ventanas       | 3.ra Eliminada de Koh-Lanta |                             |                              |
| Caroline Lamotte Asistente de Ventas.            | 28   | Ventanas       | 2.da Eliminada de Koh-Lanta |                             |                              |
| Xavier Lemasson Fisioterapeuta.                  | 29   | Tambor         | Abandona Por lesión         |                             |                              |

## Desarrollo

### Competencias
| Episodio | Emisión                  | Bienestar                  | Inmunidad       | Eliminado       | Salida |
| -------- | ------------------------ | -------------------------- | --------------- | --------------- | ------ |
| 1        | 28 de junio de 2002      |                            | Ventanas        | Jacky           | Día 3  |
| 2        | 5 de julio de 2002       | Ventanas                   | Tambor          | Caroline        | Día 6  |
| 3        | 12 de julio de 2002      | Ventanas                   | Tambor          | Céline          | Día 9  |
| 4        | 19 de julio de 2002      | Ventanas                   | Ventanas        | Nelly           | Día 12 |
| 5        | 26 de julio de 2002      |                            | Ventanas        | Pierre          | Día 15 |
| 6        | 2 de agosto de 2002      | Ventanas                   | Tambor          | Jacky           | Día 18 |
| 7        | 9 de agosto de 2002      | Ventanas                   | Tambor          | Adonis          | Día 21 |
| 8        | 16 de agosto de 2002     |                            | Béatrice        | Jimmy           | Día 24 |
| 9        | 23 de agosto de 2002     | Béatrice                   | François-Xavier | Béatrice        | Día 27 |
| 10       | 30 de agosto de 2003     | François-Xavier / Isabelle | Nicolas         | François-Xavier | Día 30 |
| 11       | 6 de septiembre de 2002  | Marianne                   | Nicolas         | Isabelle        | Día 33 |
| 12       | 6 de septiembre de 2002  | Bernard                    | Marianne        | Maud            | Día 36 |
| Episodio | Emisión                  | Mensajes de prueba         | Consejo final   | Ganador         | Salida |
| 13       | 13 de septiembre de 2002 | Amel / Nicolas / Bernard   | Amel            | Amel            | Día 40 |

### Jurado Final
| Participante    | Puesto     | Vota por |
| --------------- | ---------- | -------- |
| Jimmy           | 1° Miembro | Amel     |
| Béatrice        | 2° Miembro | Amel     |
| François-Xavier | 3° Miembro | Amel     |
| Isabelle        | 4° Miembro | Amel     |
| Maud            | 5° Miembro | Amel     |
| Marianne        | 6° Miembro | Nicolas  |
| Bernard         | 7° Miembro | Nicolas  |

## Estadísticas Semanales
| Participante    | Episodio  | Episodio  | Episodio  | Episodio  | Episodio  | Episodio  | Episodio  | Episodio  | Episodio  | Episodio  | Episodio  | Episodio  | Episodio  |  |
| Participante    | 1         | 2         | 3         | 4         | 5         | 6         | 7         | 8         | 9         | 10        | 11        | 12        | 13        |  |
| --------------- | --------- | --------- | --------- | --------- | --------- | --------- | --------- | --------- | --------- | --------- | --------- | --------- | --------- |  |
| Amel            | Salvada   | Gana      | Gana      | Salvada   | Salvada   | Gana      | Gana      | Salvada   | Salvada   | Salvada   | Salvada   | Salvada   | Ganadora  |  |
| Nicolas         | Gana      | Salvado   | Salvado   | Gana      | Gana      | Salvado   | Salvado   | Salvado   | Salvado   | Inmune    | Inmune    | Salvado   | 2.° Lugar |  |
| Bernard         | Gana      | Salvado   | Salvado   | Gana      | Gana      | Gana      | Gana      | Salvado   | Salvado   | Salvado   | Salvado   | Salvado   | Eliminado |  |
| Marianne        | Gana      | Salvada   | Salvada   | Gana      | Gana      | Salvada   | Salvada   | Salvada   | Salvada   | Salvada   | Salvada   | Inmune    | Eliminada |  |
| Maud            | Salvada   | Gana      | Gana      | Salvada   | Salvada   | Gana      | Gana      | Salvada   | Salvada   | Salvada   | Salvada   | Eliminada |           |  |
| Isabelle        | Gana      | Salvada   | Salvada   | Gana      | Gana      | Salvada   | Salvada   | Salvada   | Salvada   | Salvada   | Eliminada |           |           |  |
| François-Xavier | Gana      | Salvado   | Salvado   | Gana      | Gana      | Salvado   | Salvado   | Salvado   | Inmune    | Eliminado |           |           |           |  |
| Béatrice        | Salvada   | Gana      | Gana      | Salvada   | Salvada   | Gana      | Gana      | Inmune    | Eliminada |           |           |           |           |  |
| Jimmy           | Salvado   | Gana      | Gana      | Salvado   | Salvado   | Gana      | Gana      | Eliminado |           |           |           |           |           |  |
| Adonis          | Gana      | Salvado   | Salvado   | Gana      | Gana      | Salvado   | Eliminado |           |           |           |           |           |           |  |
| Jacky           | Eliminado | Reingresa | Gana      | Salvado   | Gana      | Eliminado |           |           |           |           |           |           |           |  |
| Pierre          | Salvado   | Gana      | Gana      | Salvado   | Eliminado |           |           |           |           |           |           |           |           |  |
| Nelly           | Salvada   | Gana      | Gana      | Eliminada |           |           |           |           |           |           |           |           |           |  |
| Céline          | Gana      | Salvada   | Eliminada |           |           |           |           |           |           |           |           |           |           |  |
| Caroline        | Gana      | Eliminada |           |           |           |           |           |           |           |           |           |           |           |  |
| Xavier          | Salvado   | Abandona  |           |           |           |           |           |           |           |           |           |           |           |  |

- Simbología
- Competencia en Equipos (Día 1-22)

     El participante pierde junto a su equipo pero no es eliminado.
     El participante pierde junto a su equipo y posteriormente es eliminado.
     El participante gana junto a su equipo y continua en competencia.
     El participante es eliminado, pero vuelve a ingresar.
     El participante abandona la competencia.
Competencia individual (Día 23-40)
     Ganadora de Koh Lanta.
     El participante gana la competencia y queda inmune.
     El participante pierde la competencia, pero no es eliminado.
     El participante es eliminado de la competencia.

## Audiencias
| Episodio | Fecha de emisión           | Espectadores | Horario       |
| -------- | -------------------------- | ------------ | ------------- |
| 1        | «28 de junio de 2002»      | 5.200.000    | 20:45 - 22:40 |
| 2        | «5 de julio de 2002»       | 6.800.000    | 20:45 - 22:15 |
| 3        | «12 de julio de 2002»      | 6.000.000    | 20:45 - 22:15 |
| 4        | «19 de julio de 2002»      | 5.600.000    | 20:45 - 22:50 |
| 5        | «26 de julio de 2002»      | 5.500.000    | 20:50 - 22:05 |
| 6        | «2 de agosto de 2002»      | 6.100.000    | 20:45 - 22:15 |
| 7        | «9 de agosto de 2002»      | 6.100.000    | 20:45 - 22:40 |
| 8        | «16 de agosto de 2002»     | 5.000.000    | 20:45 - 22:05 |
| 9        | «23 de agosto de 2002»     | 6.200.000    | 20:45 - 22:10 |
| 10       | «30 de agosto de 2002»     | 6.600.000    | 20:45 - 22:00 |
| 11 y 12  | «6 de septiembre de 2002»  | 6.300.000    | 20:45 - 22:15 |
| 13       | «13 de septiembre de 2002» | 7.700.000    | 20:45 - 23:30 |